# Gölen (Anderstorps socken, Småland)
Gölen är en sjö i Gislaveds kommun i Småland och ingår i Nissans huvudavrinningsområde.